# Talamba
A talamba egy délszláv eredetű ütőhangszer, cserépdob, melyet az üstdob ősének tekintenek.
A cseréptestre állatbőrt húztak, és azt ütötték speciális ütőkkel.
A hangszert párban használták.